# مورتلیک (نیو ساوت ولز)
مورتلیک (به انگلیسی: Mortlake) یک حومه شهر در استرالیا است که در نیو ساوت ولز واقع شده‌است.